# 三個女人一個「因」
《三個女人一個「因」》（英語：Threesome），香港電視廣播有限公司拍攝製作的時裝心理愛情喜劇電視劇，由黃智雯、袁偉豪及陳智燊領銜主演，並由郭子豪、孫慧雪、李國麟、黃淑儀、林景程及林秀怡聯合演出，編審黎倩儀，監製潘嘉德。
此劇為無綫海外業務及簡介2017所推介的17部劇集之一及無綫電視2018年「情濃二月」呈獻。
此劇女主角黃智雯於2018年「萬千星輝賀台慶」獲得「新加坡最喜愛TVB女主角」及「馬來西亞最喜愛TVB女主角」兩個獎項，成爲「星馬雙料視后」；而此劇於2018年「萬千星輝賀台慶」獲得「馬來西亞最喜愛TVB劇集」及「新加坡最喜愛TVB劇集」兩個獎項。
此劇於2020年9月28日至10月28日，逢星期一至五中午11:45-12:45重播，原裝版本首次在翡翠台播映。及2025年6月24日至7月21日，逢星期一至五下午14:50-15:50再次重播原裝版本。

## 故事大綱
生於司法界世家的方以因（黃智雯飾），畢業後拜律政界紅人歐陽一波（李國麟飾） 為師，成績出眾，但學滿師成為執業大律師後卻倒戈相向，經常與師父在庭上針鋒相對。以因一直隱瞞自己有多重人格病患，次人格是狂野玩家菠蘿椰奶（黃智雯分飾），好勇鬥狠；另一個則是愁擘擘（黃智雯分飾），為人怕事悲觀，愁眉苦臉。
基層出身的利東佳（袁偉豪飾）一直以當上大律師為人生目標，但因資質有限，年過三十才從法律系畢業，卻沒有律師事務所肯收他為實習生。東佳得知失聯多時的兒時好友以因已成為有名的大律師，故請求她收自己為徒，但以因的多重人格病患令她失去兒時記憶，完全忘記自己曾認識東佳，更認為東佳資質差而拒絕了他。東佳偶然得知以因多重人格的秘密，趁勢要脅以因聘他為實習生，以因亦察覺自己多重人格問題開始惡化，希望有人協助她處理病患衍生的問題，亦為保自己能順利嫁給城中鑽石王老五紀驍勇（陳智燊飾），故與東佳達成協議，以因收東佳為實習生，東佳則要防止以因多重人格的秘密外洩，包括為她次人格製造出來的麻煩善後。兩人遂展開一段別開生面的經歷。
因為人格會突然轉換，經常令以因在生活上醜態百出，鬧出不少笑料，東佳卻因經常為以因善後，與以因的次人格椰奶和擘擘漸成好友；以因怕多重人格問題會嚇怕有驚恐症的驍勇，忍痛與他分手，卻被不知情的驍勇誤會她移情別戀，令以因病情惡化。在東佳的鼓勵下，以因決定尋求醫治，最終得知自己的多重人格問題源於一段已遺忘的兒時記憶，而唯一知道以因兒時記憶的只有其母親華綺思（黃淑儀飾），可惜，綺思對往事絕口不提……

## 演員表
下表提及之集數除特別提示外，均以翡翠台首播時之18集刪減版本（兩集連播）為準。

### 方家
| 演員                             | 角色 | 暱稱／關係 |
| 梁舜燕                           | 方范蘭茜 | Frelancia、范官 香港首位女法官 方正之母 方以因之祖母，非常寵愛其，但為其與華綺思之間的間接情感虐待者 華綺思之家婆，不滿及針對其，間接導致其患有產後抑鬱症及令其對方以因管教極為嚴厲 Benny Lee之好友 在華綺思懷孕時阻止其墮胎 多次欲利用在司法界的地位令方以因能更容易成功申請成為資深大律師 於第5集登場並陪同方以因面見紀驍勇之家人 於第12集在方以因面前揭穿華綺思曾欲墮胎，更險令方以因的其他人格出現 （電視版5, 7, 11-12, 18、足本版5, 7, 13-14, 20） 姓名影射法蘭西 |
| 許家傑                           | 方 正 | 阿正 著名御用大律師 / 方正大律師事務所之創辦人 於1994年10月25日去世 范蘭茜之亡子 華綺思之亡夫，與其奉女成婚 方以因之亡父 由於工作繁忙而經常未能回家，因此未能及早發現華綺思因遭范蘭茜針對而患上產後抑鬱症 在方以因告知華綺思出軌後駕車趕回家，卻不知車被華綺思曾為便於自殺而做手腳，但遭狄允文及時阻止其自殺後，將車輛復原時未有完成維修及檢查，最後因此在車中吸入過多一氧化碳而意外身亡 |
| 黃翠芝 （青年） （配音：黃淑儀） | 方華綺思 | Easy、Auntie Easy、阿思（狄允文、利盛強專稱）、八婆（菠蘿椰奶專稱）、Miss Wah（莊源專稱）、方媽媽、強嫂（僅在足本版提及） 自由物業投資者 方正之妻，與其奉女成婚 范蘭茜之媳婦，並被其針對，因壓力太大而患上產後抑鬱症，因此對方以因管教極之嚴厲及要求甚高 方以因之母，長期對其作出情感虐待，最後和好 狄允文之前跳舞拍檔兼暗戀對象，曾自殺不遂後被其所救，曾為其情婦 利盛強之好友、舊街坊兼舊情人 莊源之傾慕對象 前現代舞舞蹈員，曾被美國著名舞團選中擔任主要舞者，後發現已懷孕而被逼放棄該機會及放棄跳舞 為人功利主義，不念舊情 在丈夫去世後與女兒移民到英國，於第2集回港 於邊小豆在英國留學時曾為其監護人 刻意隱瞞自己對丈夫不忠及曾經自殺不逐的往事，於第18集為尋回方以因的主人格才向眾人交代 於第10集被菠蘿椰奶指責對丈夫不忠及不尊重婚姻，並遭其掌摑 於第16集被方以因懷疑與狄允文有染，並合謀殺死方正 於第17集得知方以因患有三重人格障礙 於第18集為找回方以因消失的主人格而配合邊小豆的治療，最後在其開解下成功令曾消失的主人格方以因再度出現 姓名諧音華爾茲 姓名諧音芳華已逝 |
| 黃淑儀                           | 方華綺思 | Easy、Auntie Easy、阿思（狄允文、利盛強專稱）、八婆（菠蘿椰奶專稱）、Miss Wah（莊源專稱）、方媽媽、強嫂（僅在足本版提及） 自由物業投資者 方正之妻，與其奉女成婚 范蘭茜之媳婦，並被其針對，因壓力太大而患上產後抑鬱症，因此對方以因管教極之嚴厲及要求甚高 方以因之母，長期對其作出情感虐待，最後和好 狄允文之前跳舞拍檔兼暗戀對象，曾自殺不遂後被其所救，曾為其情婦 利盛強之好友、舊街坊兼舊情人 莊源之傾慕對象 前現代舞舞蹈員，曾被美國著名舞團選中擔任主要舞者，後發現已懷孕而被逼放棄該機會及放棄跳舞 為人功利主義，不念舊情 在丈夫去世後與女兒移民到英國，於第2集回港 於邊小豆在英國留學時曾為其監護人 刻意隱瞞自己對丈夫不忠及曾經自殺不逐的往事，於第18集為尋回方以因的主人格才向眾人交代 於第10集被菠蘿椰奶指責對丈夫不忠及不尊重婚姻，並遭其掌摑 於第16集被方以因懷疑與狄允文有染，並合謀殺死方正 於第17集得知方以因患有三重人格障礙 於第18集為找回方以因消失的主人格而配合邊小豆的治療，最後在其開解下成功令曾消失的主人格方以因再度出現 姓名諧音華爾茲 姓名諧音芳華已逝 |
| 錢悅 （童年）                    | 方以因 （主人格） | Evie、因因、方狀、方丈（利東佳專稱）、死𡃁妹／八婆（菠蘿椰奶專稱） 1984年出生 大律師，生於司法世家 三重人格障礙（三重人格解離症）患者，因童年遭逢家庭突變而造成心理創傷，並失去10歲前的記憶，多年來一直向所有人隱瞞自己患有三重人格障礙 方正之女，認為當年自己因為自己不聽母親的話令父親遇上意外去世 華綺思之女，長期受其情感虐待及與其不和，最後和好 范蘭茜之孫女 十年前為歐陽一波之徒弟，因其學滿師後卻倒戈相向轉做執業大律師而反目，後和好 紀驍勇之未婚妻，後因不想自己的三重人格障礙令其受到驚嚇而與其分手 利東佳之兒時好友，後為其師傅，與其有感情線，最後為其女友 邊小豆之中學同學兼競爭對手，曾被其視為好友，但因一場吵架而反目，後和好 好勝心強，為完美主義者 十大傑出青年獎得主之一 在父親去世後與母親移民到英國，於第1集交代其返回香港工作 跳級入讀劍橋大學，並於20歲前以一級榮譽畢業 十五年前曾在英國接受Dr.Lee之催眠治療，以抑制次人格及第三人格出現 因害怕邊小豆告知華綺思自己患有三重人格障礙而不願向其求醫，在利東佳勸自己求醫後要求對方模仿自己的症狀向其求醫，然後用同樣的方法醫治自己 於第2集得知利東佳發現自己患有三重人格障礙，於第4集在其要脅下而與其簽協議書要求其保守自己患病的秘密，作為收其作徒弟的交換條件 於第6集起漸漸恢復10歲前的記憶 於第7集得知紀驍勇對多重人格患者最為恐懼，因此忍痛向其提出分手 於第9集在利東佳協助下開始醫治其三重人格障礙，並嘗試與菠蘿椰奶及愁擘擘溝通 於第10集唐米尼以丈夫身份搬到自己家中居住，為避免與其獨處及節外生枝，以處理案件為由要求利東佳在自己家中暫住 於第14集首次透過鏡子與菠蘿椰奶作內部協商後令對方同意與唐米尼申請婚姻無效，於同集要求利東佳播放自己從邊小豆診所偷回來的Dr. Lee催眠錄音帶，企圖令其另外兩個人格再次沉睡，但被對方拒絕，之後假裝自殺以要脅對方協助自己催眠，在接受催眠期間以孩童的聲音說自己害死父親，後因發生意外而未能甦醒 於第15集因接受催眠時發生意外而未能甦醒，因此利東佳在情急之下向邊小豆求助，令對方得知自己是三重人格患者，並正式接受邊小豆之治療及打消要菠蘿椰奶及愁擘擘消失之念頭，更開始與兩個人格建立共存意識及作內部溝通；於同集主動告知紀繞勇自己為三重人格患者 於第15集誤以爲利東佳與邊小豆交往而吃醋；於同集起妒忌及不滿利東佳對其餘兩個人格好 於第16集因誤信歐陽一波是雙重人格患者而主動透露自己患有多重人格以鼓勵其求醫，而使其及歐陽歷奇得悉其患病的秘密；於同集懷疑其母與狄允文有染及合謀殺死父親，後透過鏡子與菠蘿椰奶進行內部溝通，並憶起當年其母與狄允文偷情之畫面 於第17集為查出紀驍勇被ICAC控告貪污及卓差利自殺兩件事件之背後真相而色誘阮學哲，後被對方灌醉時得菠蘿椰奶現身保護；於同集被阮學哲向傳媒公開其患有多重人格 於第18集得菠蘿椰奶透露其主人格方以因在愁擘擘口中得知創傷記憶後消失，並進入了內心世界，後因邊小豆治療及華綺思開解後再度出現；於同集在記者會上承認自己是一名多重人格患者，並鼓勵其他患有精神疾病的人接受治療 於第18集邊小豆表示其在人格整合（人格共存）方向下已經達到接近康復水平，但因為其希望體驗另外兩個人格的人生及感受，所以選擇進行融合治療，合併於主人格，方以因成為唯一人格，但於同集末被方以因及利東佳懷疑其另外兩個人格仍然存在 於第18集接受利東佳的表白，並成為其女友 |
| 黃智雯                           | 方以因 （主人格） | Evie、因因、方狀、方丈（利東佳專稱）、死𡃁妹／八婆（菠蘿椰奶專稱） 1984年出生 大律師，生於司法世家 三重人格障礙（三重人格解離症）患者，因童年遭逢家庭突變而造成心理創傷，並失去10歲前的記憶，多年來一直向所有人隱瞞自己患有三重人格障礙 方正之女，認為當年自己因為自己不聽母親的話令父親遇上意外去世 華綺思之女，長期受其情感虐待及與其不和，最後和好 范蘭茜之孫女 十年前為歐陽一波之徒弟，因其學滿師後卻倒戈相向轉做執業大律師而反目，後和好 紀驍勇之未婚妻，後因不想自己的三重人格障礙令其受到驚嚇而與其分手 利東佳之兒時好友，後為其師傅，與其有感情線，最後為其女友 邊小豆之中學同學兼競爭對手，曾被其視為好友，但因一場吵架而反目，後和好 好勝心強，為完美主義者 十大傑出青年獎得主之一 在父親去世後與母親移民到英國，於第1集交代其返回香港工作 跳級入讀劍橋大學，並於20歲前以一級榮譽畢業 十五年前曾在英國接受Dr.Lee之催眠治療，以抑制次人格及第三人格出現 因害怕邊小豆告知華綺思自己患有三重人格障礙而不願向其求醫，在利東佳勸自己求醫後要求對方模仿自己的症狀向其求醫，然後用同樣的方法醫治自己 於第2集得知利東佳發現自己患有三重人格障礙，於第4集在其要脅下而與其簽協議書要求其保守自己患病的秘密，作為收其作徒弟的交換條件 於第6集起漸漸恢復10歲前的記憶 於第7集得知紀驍勇對多重人格患者最為恐懼，因此忍痛向其提出分手 於第9集在利東佳協助下開始醫治其三重人格障礙，並嘗試與菠蘿椰奶及愁擘擘溝通 於第10集唐米尼以丈夫身份搬到自己家中居住，為避免與其獨處及節外生枝，以處理案件為由要求利東佳在自己家中暫住 於第14集首次透過鏡子與菠蘿椰奶作內部協商後令對方同意與唐米尼申請婚姻無效，於同集要求利東佳播放自己從邊小豆診所偷回來的Dr. Lee催眠錄音帶，企圖令其另外兩個人格再次沉睡，但被對方拒絕，之後假裝自殺以要脅對方協助自己催眠，在接受催眠期間以孩童的聲音說自己害死父親，後因發生意外而未能甦醒 於第15集因接受催眠時發生意外而未能甦醒，因此利東佳在情急之下向邊小豆求助，令對方得知自己是三重人格患者，並正式接受邊小豆之治療及打消要菠蘿椰奶及愁擘擘消失之念頭，更開始與兩個人格建立共存意識及作內部溝通；於同集主動告知紀繞勇自己為三重人格患者 於第15集誤以爲利東佳與邊小豆交往而吃醋；於同集起妒忌及不滿利東佳對其餘兩個人格好 於第16集因誤信歐陽一波是雙重人格患者而主動透露自己患有多重人格以鼓勵其求醫，而使其及歐陽歷奇得悉其患病的秘密；於同集懷疑其母與狄允文有染及合謀殺死父親，後透過鏡子與菠蘿椰奶進行內部溝通，並憶起當年其母與狄允文偷情之畫面 於第17集為查出紀驍勇被ICAC控告貪污及卓差利自殺兩件事件之背後真相而色誘阮學哲，後被對方灌醉時得菠蘿椰奶現身保護；於同集被阮學哲向傳媒公開其患有多重人格 於第18集得菠蘿椰奶透露其主人格方以因在愁擘擘口中得知創傷記憶後消失，並進入了內心世界，後因邊小豆治療及華綺思開解後再度出現；於同集在記者會上承認自己是一名多重人格患者，並鼓勵其他患有精神疾病的人接受治療 於第18集邊小豆表示其在人格整合（人格共存）方向下已經達到接近康復水平，但因為其希望體驗另外兩個人格的人生及感受，所以選擇進行融合治療，合併於主人格，方以因成為唯一人格，但於同集末被方以因及利東佳懷疑其另外兩個人格仍然存在 於第18集接受利東佳的表白，並成為其女友 |
| 菠蘿椰奶 （次人格）              | Pina Colada、Pina、菠椰／大佬（利東佳專稱） 唐迷尼之妻，後離婚 女漢子，有義氣，身手了得 性格狂野暴躁，好勇鬥狠，做事不顧後果 豪放Playgirl，不喜歡穿內衣 喜歡飲酒及到酒吧消遣，而且酒量極佳，比主人格方以因好很多 興趣為打拳擊，喜歡看綜合格鬥比賽 懂得跳現代舞，有一個美國夢 在主人格方以因處於幽閉車廂、受藥物影響、意志薄弱、飲醉酒、有危險、想反抗其母親及極度憤怒的狀態時便會出現 為方以因反抗母親的心理投射 與主人格方以因互相不滿，視對方比自己年紀少，後雙方關係漸漸好轉，及後成為其保護者 不理會愁擘擘 與唐米尼醉酒後於拉斯維加斯結婚，於第14集成功申請婚姻無效 視利東佳為自己的手下及兄弟 被利東佳視其為主人格方以因之保護者 視華綺思及狄允文為奸夫淫婦，對二人非常不滿及厭惡 原型是方以因兒時喜愛的英雄漫畫「雜果超人」中同名之反派角色 方以因10歲時產生出來的武裝人格 於第1集被喚醒 於第10集假扮成方以因打算與唐米尼飛往拉斯維加斯，但遭利東佳揭穿 於第10集末現身，怒斥華綺思對丈夫方正不忠及不尊重婚姻，並掌摑其 於第13集被利東佳發現其弱點，因其原型在漫畫中很喜歡一個名為Mojito之角色，並十分害怕對方使出之莫吉托波功，因此在利東佳以Mojito身份命令下向其透露自己是為了保守一個秘密而存在 於第13集被紀曉勇得知其與唐米尼已經結婚，並被紀曉勇指責其花心 於第14集首次在鏡中出現，與方以因協商後答應其與唐米尼申請婚姻無效 於第16集在鏡子中出現，與主人格方以因作內部溝通，更令方以因憶起當年其母與狄允文偷情之畫面 於第17集為協助主人格方以因查出紀驍勇被ICAC控告貪污及卓差利自殺兩件事件之背後真相而協助方以因色誘阮學哲及保護方以因 於第18集告知利東佳方以因之主人格消失，為尋回方以因而配合邊小豆進行治療，於同集與其餘人格進行融合治療，合併於主人格，方以因成為唯一人格，表面上人格消失，但於同集末被方以因及利東佳懷疑此人格仍然存在 為保守一個秘密而存在（華綺思及狄允文之婚外情） 口頭禪：You, shut up! | |
| 愁擘擘 （第三人格）              | 阿愁、嗰隻嘢、 阿邊個 / 喊包（菠蘿椰奶專稱）、Sadness（海外版本透露的英文姓名） 10歲，宅女，有600度近視 原本無名無姓，因其經常愁眉苦臉而被利東佳取名為愁擘擘 性格悲觀膽小，欠缺自信心及缺乏存在感，同情心泛濫，記性極差 喜歡吃零食，特別是甜食，最愛吃雪糕 喜歡穿連衣帽外套 有佛教信仰，因而也是一名素食者 由於不忍殺生，更因此曾經飼養很多不同動物，例如蟑螂 喜歡看粵語長片，偶像是謝賢、呂奇、胡楓……，最後在利東佳介紹下變成喜歡看韓劇，偶像為宋仲基 當主人格的方以因處於極度傷感、哭泣及受其潛意識影響之情況下便會出現 力氣比主人格方以因大 被主人格方以因視其為未成年少女 被菠蘿椰奶無視及被對方視為小朋友 利東佳之好友兼暗戀其，於第10集起開始妒忌主人格方以因與利東佳的感情愈來愈好 害怕華绮思 歐陽歷奇之網友 於第1集被唤醒（主人格方以因並不知情） 於第4集被主人格方以因發現其已經甦醒及曾經出現 於第7集到廟宇企圖削髮出家，幸得利東佳及時阻止，後於同集在利東佳的監察下假扮方以因上法庭 於第8集在利東佳的陪伴下到眼鏡舖驗眼及配眼鏡，並發現其有600度近視 於第9集寫信給主人格方以因，其信中內容令方以因改變對利東佳的看法 於第15集透露其生日（即人格第一次出現的時間）為10月25日，並指當日是一個傷心的日子（方正離世） 於第18集因透露創傷記憶令主人格方以因突然消失，而感到十分內疚，認為自己害方以因消失，後透露方以因童年時將華綺思出軌一事告知給方正而間接令他意外身亡，令方以因感到自責，促使愁擘擘的誕生，於同集與其餘人格進行融合治療，合併於主人格，方以因成為唯一人格，表面上人格消失，但於同集末被方以因及利東佳懷疑此人格仍然存在 為保守一個秘密而存在（方正之死因） | |

### 利家
- 利家精神：You'll Never Walk Alone（此句出自利物浦足球會會歌歌名）

| 演員           | 角色     | 暱稱／關係 |
| 鍾志光         | 利盛強   | 利記、利Uncle（方以因專稱） 1958年出生 網名利物鳥 利物浦足球會超級球迷 全家居於黃大仙下邨 自僱七人車司機 馬寧兒之夫 利東佳、利東優、利東健、利東伶之父 華綺思之好友、舊街坊兼舊情人 狄允文之舊街坊兼好友 與曼三冠不和 於第6集與曼聯足球會球迷打賭輸後反口而令家人被搔擾，被趕出家門後曾在華綺思之大宅中暫住 於第9集（足本版第10集）被子女懷疑與狄允文是情人關係 於第11集（足本版第12集）被雜誌誣衊其與狄允文是同性戀 於第17集（足本版第18集）發現利東佳曾向死因庭調查方正之死因 於第18集（足本版第20集）為替華綺思與狄允文澄清殺人之嫌疑而說出當年二人之關係及方正意外去世之往事 |
| 蘇恩磁         | 利馬寧兒 | Marina、利太、皇后 利盛強之妻 利東佳、利東優、利東健、利東伶之母 於第6集因利盛強與曼聯足球會球迷打賭導致家人被搔擾而一怒之下將其趕出家門，後和好 於第11集（足本版第12集）看見雜誌報導後誤會利盛強與狄允文是同性戀，更提出離婚，在利盛強解釋後得悉是誤會 |
| 莊文駿（童年） | 利東佳   | Kai、阿佳、佳仔、大佬佳（利東優、利東健、利東伶專稱）、Kai仔／Kai Kai（菠蘿椰奶專稱）、Kai子（白保運專稱，意指笨蛋） 1984年出生 見習大律師，於第18集成為大律師 利盛強、馬寧兒之長子 利東優、利東健、利東伶之兄 方以因之兒時朋友，後為其徒弟，與其有感情線，最後為其男友 菠蘿椰奶之好友，被其視為手下及兄弟 愁擘擘之好友兼暗戀對象 紀驍勇之情敵 因方以因在兒時吿訴自己很適合當大律師而立志成為大律師 於第2集末發現方以因患有多重人格 於第4集因發現方以因之次人格菠蘿椰奶存在後，以此要脅方以因與其簽協議書要求對方收其為徒弟，作為保守對方患病的秘密的交換條件 於第6集被歐陽一波邀請其加入律政署，但要求透露方以因之秘密作條件，最後拒絕協助其 於第8集勸方以因接受治療 於第9集起按其要求模仿其三重人格障礙症狀（人格名稱：Dry Martini及苦Del Del）向邊小豆求醫，在接受治療後再以同樣方法醫治其 於第10集由於唐米尼搬到方以因家中，而被方以因要求其在她家中暫住 於第13集（足本版第14集）發現菠蘿椰奶的弱點，並從其口中得知其為保守一個秘密而存在 於第14集（足本版第16集）在方按方以因要求播放其從邊小豆診所偷回來的Dr. Lee催眠錄音帶為其催眠菠蘿椰奶及愁擘擘時拒絕其，在對方假裝自殺來要脅自己幫其催眠後向對方表示雖然不贊同用催眠來讓菠蘿椰奶及愁擘擘沉睡，但明白此舉能減輕對方的痛苦，因此答應幫助對方催眠，結果在催眠途中發生意外，在無計可施之情況下於第15集（足本版第16集）向邊小豆求助，而令對方知道方以因是多重人格患者 於第16集協助紀驍勇調查對方被廉政公署控告及卓差利自殺兩件案件的內情 於第18集（足本版第20集）與菠蘿椰奶及邊小豆一同找尋令主人格方以因的創傷記憶，最後成功令主人格方以因再度出現 於第18集向方以因表白，並成為其男友；於同集正式成為大律師 名字諧音利東街 |
| 袁偉豪         | 利東佳   | Kai、阿佳、佳仔、大佬佳（利東優、利東健、利東伶專稱）、Kai仔／Kai Kai（菠蘿椰奶專稱）、Kai子（白保運專稱，意指笨蛋） 1984年出生 見習大律師，於第18集成為大律師 利盛強、馬寧兒之長子 利東優、利東健、利東伶之兄 方以因之兒時朋友，後為其徒弟，與其有感情線，最後為其男友 菠蘿椰奶之好友，被其視為手下及兄弟 愁擘擘之好友兼暗戀對象 紀驍勇之情敵 因方以因在兒時吿訴自己很適合當大律師而立志成為大律師 於第2集末發現方以因患有多重人格 於第4集因發現方以因之次人格菠蘿椰奶存在後，以此要脅方以因與其簽協議書要求對方收其為徒弟，作為保守對方患病的秘密的交換條件 於第6集被歐陽一波邀請其加入律政署，但要求透露方以因之秘密作條件，最後拒絕協助其 於第8集勸方以因接受治療 於第9集起按其要求模仿其三重人格障礙症狀（人格名稱：Dry Martini及苦Del Del）向邊小豆求醫，在接受治療後再以同樣方法醫治其 於第10集由於唐米尼搬到方以因家中，而被方以因要求其在她家中暫住 於第13集（足本版第14集）發現菠蘿椰奶的弱點，並從其口中得知其為保守一個秘密而存在 於第14集（足本版第16集）在方按方以因要求播放其從邊小豆診所偷回來的Dr. Lee催眠錄音帶為其催眠菠蘿椰奶及愁擘擘時拒絕其，在對方假裝自殺來要脅自己幫其催眠後向對方表示雖然不贊同用催眠來讓菠蘿椰奶及愁擘擘沉睡，但明白此舉能減輕對方的痛苦，因此答應幫助對方催眠，結果在催眠途中發生意外，在無計可施之情況下於第15集（足本版第16集）向邊小豆求助，而令對方知道方以因是多重人格患者 於第16集協助紀驍勇調查對方被廉政公署控告及卓差利自殺兩件案件的內情 於第18集（足本版第20集）與菠蘿椰奶及邊小豆一同找尋令主人格方以因的創傷記憶，最後成功令主人格方以因再度出現 於第18集向方以因表白，並成為其男友；於同集正式成為大律師 名字諧音利東街 |
| 周麗欣         | 利東優   | 利盛強、馬寧兒之長女 利東佳之妹 利東健、利東伶之姐 已離婚 |
| 陳家良         | 利東健   | 健仔 利盛強、馬寧兒之幼子 利東佳、利東優之弟 利東伶之兄 市民初戀Kiko之隱藏粉絲 於第16集交代其教方以因玩手機遊戲，令對方能接近歐陽歷奇 |
| 林秀怡         | 利東伶   | 阿伶、皇妹、阿邊個（白保運專稱） 速遞員，後為律師樓OA 利盛強、馬寧兒之幼女 利東佳、利東優、利東健之妹 白保運之鬥氣冤家，後為其女友 在小學一年級時已被證實為資優生 於第6集因將公司電單車借予利東佳而遭速遞公司辭退，後得利東佳推薦加入方正律師樓 於第13集（足本版第14集）被白保運發現自己是資優後，被對方極力勸導其成為律師，但自己並不想當律師 於第18集（足本版第20集）交代其學習日本居合道刀法，失敗三次後成功考取初段試合格 |

### 方正大律師事務所
| 演員   | 角色   | 暱稱／關係 |
| 許家傑 | 方 正  | 著名大律師 方正大律師事務所創辦人 已去世 參見方家 |
| 黃智雯 | 方以因 | Evie、方狀 大律師 / 方正大律師事務所繼承人 白保運、利東佳之師傅 陳在藻、利東伶之上司 於第10集將狄允文被控非禮一案交由利東佳負責 參見方家                                                                                     |
| 林景程 | 白保運 | Bowin、白狀、茂利（利東佳專稱） 掛單大律師 方以因之徒弟 敵視利東佳，後和好 利東伶之鬥氣冤家，後為其男友 曾被歐陽一波利誘出賣方以因，但遭其拒絕 於第13集發現利東伶為資優後經常到利家作客，希望能夠協助其成為律師 暱稱諧音白撞 |
| 袁偉豪 | 利東佳 | Kai、阿佳、Kai子（白保運專稱）、利狀 見習大律師（第4集起），後為大律師（第18集） 方以因之徒弟 被白保運敵視，後和好 於第10集（足本版第11集）方以因將狄允文之官司交由其負責，於第12集首次上庭，並成功擊敗歐陽一波 參見利家     |
| 周梓盈 | 陳在藻 | Gloria 方以因之秘書 表面上仰慕方以因，事實為之前方以因令其飼養之小狗遭冤枉咬人而人道毀滅，所以非常憎恨其 於第9集交代其答應歐陽一波擔任其內應 於第16集（足本版第18集）被歐陽一波向方以因供出其是內奸，最後被解僱              |
| 林秀怡 | 利東伶 | 阿伶、阿邊個（白保運專稱） 律師樓OA（第6集起） 資優人士，有過目不忘的記憶力 白保運之鬥氣冤家，後為其女友 參見利家 |
| 容天佑 | Alex   | 接待員 |

### On Call 寬頻有限公司
| 演員             | 角色   | 暱稱／關係 |
| 曾偉權           | 阮驊冠 | 阮生 公司主席 阮學哲之父 紀驍勇之上司，非常欣賞其工作能力 知道柳愷倫之身份為梁小娟及其過去，並以此要脅對方協助其子接管及打理公司，以及誣捏紀驍勇貪污 因重用紀繞勇而令阮學哲不滿 對阮學哲因對付紀曉勇而多次做影響公司之事非常憤怒 於第5集登場 於第17集（足本版第19集）向紀驍勇坦白因對阮學哲過份縱容及溺愛而自己所犯下的錯誤，最後因肺癌末期離世，死前立下遺囑，把財產成立「阮驊冠家族信托基金」以提供阮學哲生活費，及令公司能繼續正常運作 |
| 陳智燊           | 紀驍勇 | Theo、CEO、靚仔CEO 行政總裁 紀曉高之弟，並由其養大 方以因之未婚夫，於第7集分手 邊小豆之心理病人兼暗戀對象 卓差理之好友 利東佳之情敵 被阮學哲敵視 曾獲頒十大傑出青年獎 劍擊高手 被外界稱為「鑽石王老五」 驚恐症病患者，畏高，怕黑、怕血及怕鬼，對多重人格患者最為恐懼，後康復 於第7集向方以因提及自己對多重人格患者最為恐懼，導致對方向自己提出分手 於第8集起因想與方以因復合而向邊小豆求醫 於第12集誤以為利東佳與唐米尼是同性戀情侶 於第13集得知方以因（實為菠蘿椰奶）與唐米尼已經結婚後感到沮喪，更向邊小豆表示決定放棄治療 於第13集在拍攝新一輯廣告中被設定與唐米尼為一對HeHe情侶，深受網民歡迎，更令該計劃之業績大幅上升 於第15集因被阮學哲驊冠誣衊其收受利益而遭廉政公署拘捕調查 於第15集得知方以因患有多重人格後受驚暈倒，後甦醒 於第16集懷疑自己被廉政公署拘捕及卓差利自殺兩件案件另有內情，而請利東佳協助其暗中調查真相 於第17集從阮驊冠口中得知所有事件之內情及成為其遺囑見證人之一兼遺囑執行人 於第18集向方以因表示自己在得知其患有多重人格後未能即時接受其，錯失了與其復合的機會，後表示自己決定放下對她的感情；於同集前往美國總公司報到 |
| 黃文迪           | 阮學哲 | Philip Yuen、Philip 總經理 阮驊冠之子 富二代，不務正業、揮霍無度而且為人好色 不滿阮驊冠重用紀驍勇而針對其，更多次刻意搗亂欲令其大出洋相，但失敗 對方以因有好感，經常送花到方正律師樓給方以因 與市民初戀KiKo、柳凱倫有曖昧親密關係 於第7集登場 於第17集因不滿阮驊冠遺產分配安排而向傳媒公開其代表律師方以因是多重人格患者，而阮驊冠是因病重時在紀驍勇及方以因脅迫下立遺囑 |
| 溫裕紅（十年前） | 柳愷倫 | Helen 公關經理 原名梁小娟 歐陽一波之天敵 歐陽歷奇之親母，並與其失散多年，後重遇並利用兼拒認其 十年前因長期遭丈夫虐打而謀殺其（即歐陽歷奇之繼父），後假扮患有夢遊症欺騙歐陽一波令其幫自己脫罪 曾經改名換姓、整容及虛報年齡以隱藏身份 表面上約30歲，實際上約50多歲 擅於利用男人及他人的同情心 與阮學哲及卓差利有曖昧關係 曾色誘阮驊冠及紀驍勇，但不果 因自己的真正身分被阮驊冠得知，而被對方要脅自己為其辦事 於第15集被控協助卓差利自殺 於第16集欺騙歐陽歷奇的感情，利用其幫助自己消滅對自己不利之證據 於第16集由歐陽一波找到卓差利自殺前之片段，發現片中其與卓差利表示二人原本打算殉情，實為其不希望有人知道其真正身份而企圖謀殺卓差利 於第17集交代卓差利及阮驊冠曾透過私家偵探得知其真正身份，並被阮驊冠要脅其陷害紀驍勇貪污而令其子成功接手管理公司 於第18集在卓差利甦醒後告知警方自己是被其謀殺，最後被拘捕及入獄 |
| 李璧琦           | 柳愷倫 | Helen 公關經理 原名梁小娟 歐陽一波之天敵 歐陽歷奇之親母，並與其失散多年，後重遇並利用兼拒認其 十年前因長期遭丈夫虐打而謀殺其（即歐陽歷奇之繼父），後假扮患有夢遊症欺騙歐陽一波令其幫自己脫罪 曾經改名換姓、整容及虛報年齡以隱藏身份 表面上約30歲，實際上約50多歲 擅於利用男人及他人的同情心 與阮學哲及卓差利有曖昧關係 曾色誘阮驊冠及紀驍勇，但不果 因自己的真正身分被阮驊冠得知，而被對方要脅自己為其辦事 於第15集被控協助卓差利自殺 於第16集欺騙歐陽歷奇的感情，利用其幫助自己消滅對自己不利之證據 於第16集由歐陽一波找到卓差利自殺前之片段，發現片中其與卓差利表示二人原本打算殉情，實為其不希望有人知道其真正身份而企圖謀殺卓差利 於第17集交代卓差利及阮驊冠曾透過私家偵探得知其真正身份，並被阮驊冠要脅其陷害紀驍勇貪污而令其子成功接手管理公司 於第18集在卓差利甦醒後告知警方自己是被其謀殺，最後被拘捕及入獄 |
| 趙永洪           | 卓差利 | 差利 搞笑藝人 公司代言人、廣告主角兼創作導演 紀驍勇之好友 不滿阮學哲 對自己之作品質素要求甚高，完美主義者 知道柳愷倫之身份為梁小娟及其過去 於第12集在試鏡中非常欣賞唐米尼而選其擔任新一輯廣告男主角 於第15集被指因一段拍攝失敗的廣告片流出而自殺，送院後一直昏迷 於第16集被歐陽一波發現其自殺前拍下之片段 於第18集甦醒後向外交代當時其與柳愷倫原本打算一同自殺殉情，最後他決定放棄自殺時卻被對方灌食大量安眠藥，被對方企圖謀殺，令對方遭警方拘捕入獄 於第18集（足本版第20集）到監獄探望歐陽一波，並邀請對方以其名義出版書籍《婊子你好老-五十歲整容女成魔之路》諷刺柳愷倫 名字影射英國喜劇演員差利·卓別靈 |
| 張明偉           | Scott  | 紀驍勇之助手 |
| 沈可欣           |        | 阮驊冠之秘書 |
| 劉嘉琪           | Roonie | 阮學哲之祕書 |
| 鄧永健           |        | 宣傳部職員 |
| 彭紀諺           |        | 宣傳部職員 |
| 曹思詩           |        | 宣傳部職員 |

### 邊小豆博士心理輔導及催眠治療舍
| 演員   | 角色   | 暱稱／關係 |
| 孫慧雪 | 邊小豆 | Dr. Bean、小豆、阿豆 1984年出生 臨床心理學家 / 心理治療師 / 催眠治療師 / 心理學博士 出生於草根家庭 曾於英國留學 十大傑出青年獎得主之一 方以因之中學同學，視其為好友，因一次吵架而反目及視對方為競爭對手，後和好 Dr. Lee之學生 紀驍勇之心理治療師，並暗戀其 卓差利之心理治療師 於第2集登場 於第9集（足本版第10集）起治療假扮患有三重人格之利東佳 於第15集（足本版第17集）得知方以因患有三重人格，並透露自己是因為方以因而去修讀心理學，於同集開始為其治療 於第15集與利東佳跟隨方以因到餐廳，以觀察方以因與華綺思之間的相處，並發現華綺思長期對方以因作出情感虐待，後與利東佳離開餐廳時被她們目睹，並誤以爲二人正在交往 於第18集（足本版第20集）因方以因主人格消失與菠蘿椰奶合作治療後，成功令方以因主人格再次出現 於第18集（足本版第20集）指方以因成功做到人格共存，代表其已經康復，於同集協助其進行人格融合治療 其書《心理心裏有個謎》影射電視劇心理心裏有個謎，劇中多數人患有精神病 |
| 徐玟晴 | 琪 琪  | 邊小豆之秘書 腐女一名，唐米尼之粉絲 第3集（足本版第4集）登場 |

### 律政司
| 演員   | 角色     | 暱稱／關係 |
| 李國麟 | 歐陽一波 | 魔檢、歐陽高檢、肥波（方以因專稱） 曾為法援律師，後為律政司高级刑事檢控官 人稱魔鬼檢控官、法援殺星 方以因之師傅，於十年前收其為徒弟，因其學滿師後卻倒戈相向轉做執業大律師而反目，後和好 白保運、利東佳之師公 脾氣暴躁 非常憎恨有錢人玩弄法律 徒弟眾多，遍佈司法界不同崗位 為查出對手辯護策略之資料，而經常指使其徒弟到對手律師樓撿垃圾 擅於利用傳媒 喜歡說由中文直譯英文的「諺語」 曾多次利誘方以因之徒弟出賣方以因，但失敗 歐陽歷奇之養父，於十年前收養其 十年前為柳愷倫（梁小娟）殺夫案擔任其辯護律師，因誤信其患有夢遊症而幫其成功脫罪 經過梁小娟一案後由一名熱血律師變成脾氣暴躁的魔鬼檢控官，並誓將所有罪犯入罪，因此擁有兩種性格 於第4集教唆歐陽歷奇拿走同學物品後向傳媒聲稱是模仿卓差利的惡作劇方式來玩弄同學，成功引起大眾指責卓差利，而令方以因不能以惡作劇作抗辯理由 於第9集成功收賣陳在藻擔任其線人 於第15集指控柳愷倫協助卓差利自殺 於第16集向方以因供出陳在藻為其內應 於第16集假扮多重人格患者欺騙方以因，成功令其承認是多重人格患者後向其說出當年梁小娟殺夫的內情，並要脅其接納一段曾修復的影片作呈堂證供，令柳愷倫成功入罪，最後得知方以因已放棄當柳凱愷的辯護律師 （同段劇情於myTV SUPER足本版第17集展開，歐陽一波在觀看修復後未能呈堂之影片後，自己的另外兩個天使與魔鬼的性格在寢室中的兩塊鏡子中出現，於寢室聽畢天使與魔鬼的內心獨白後，鏡頭交代坐在椅子上的歐陽一波變成了天使，及後以天使性格與方以因交代自己是多重人格患者。於足本版第18集，歐陽一波分別向陳在藻、其兒子及方以因交代自己是假扮多重人格患者，並要脅方以因接納該段修復之影片作呈堂證供。） 於第17集方以因與利東佳答應協助其找出證據將柳愷倫入獄 於第17集因賄賂科技鑑証公司人員將一段已被柳愷倫破壞的片段修復當成證物製造假證供，而被ICAC拘捕後入獄 於第18集代卓差利以自己名義出版書籍《婊子你好老-五十歲整容女成魔之路》諷刺柳愷倫 |
| 譚坤倫 | Royal    | 歐陽一波之徒弟 極尊重歐陽一波 曾受歐陽一波指使到方正律師樓撿垃圾 協助歐陽一波調查卓差利自殺一案 四人名字影射包青天故事中，名捕王朝、馬漢、張龍、趙虎 |
| 黃毅進 | Maman    | 歐陽一波之徒弟 極尊重歐陽一波 曾受歐陽一波指使到方正律師樓撿垃圾 協助歐陽一波調查卓差利自殺一案 四人名字影射包青天故事中，名捕王朝、馬漢、張龍、趙虎 |
| 林 玥  | Dragon   | 歐陽一波之徒弟 極尊重歐陽一波 曾受歐陽一波指使到方正律師樓撿垃圾 協助歐陽一波調查卓差利自殺一案 四人名字影射包青天故事中，名捕王朝、馬漢、張龍、趙虎 |
| 吳展驊 | Tiger    | 歐陽一波之徒弟 極尊重歐陽一波 曾受歐陽一波指使到方正律師樓撿垃圾 協助歐陽一波調查卓差利自殺一案 四人名字影射包青天故事中，名捕王朝、馬漢、張龍、趙虎 |

### 單元案件

#### 焦慮症搞笑藝人事件(電視版第1-6，14-18集；足本版第1-6，14-20集)
| 演員   | 角色   | 暱稱／關係 |
| 趙永洪 | 卓差利 | Charlie、差利、差利哥（薛祖堯專用） 搞笑藝人 焦慮症患者 邊小豆之心理病人 薛祖堯之好友，視其為伯樂 2016年十大傑出青年頒獎禮之主持 於第4集被控盜竊十大傑青之獎狀 於第6集被裁定盜竊罪名不成立 於第15集（足本版第16集）被指因一段拍攝失敗的廣告片流出壓力過大而自殺，送院後一直昏迷 於第18集（足本版第20集）甦醒後告訴薛祖堯指其並非自殺，而是遭柳愷倫企圖謀殺 參見「On Call」寬頻有限公司 |
| 郭田葰 | 薛祖堯 | Joseph 藝員經理人公司老闆 卓差利之經理人兼好友 得知卓差利有焦慮症 一直誤以為卓差利是因失敗的廣告片段流出後受情緒病困擾而自殺 於第1集登場 於第18集（足本版第20集）在卓差利甦醒後問及對方為何要自殺時才由對方口中得知對方並非自殺，而是被柳愷倫企圖謀殺 |

#### 躁郁症舞蹈員事件 (第5-8集)
| 演員                             | 角色     | 暱稱／關係 |
| 陳俊堅                           | 莊 源    | 舞蹈員 躁郁症患者，有嚴重自殺傾向 於美國修讀現代舞 多年前因遇上車禍令腳部受傷已不能繼續跳舞，因而患有情緒病 華綺思之仰慕者 被華綺思控告非禮，更因其而跳樓自殺但失敗 第5集登場 於第8集因得華綺思為其寫求情信而獲法官輕判罰款$2000，及下命其盡快返回美國接受心理治療 名字諧音莊園 |
| 黃翠芝 （青年） （配音：黃淑儀） | 方華綺思 | Easy、Auntie Easy、阿思（狄允文、利盛強專稱）八婆（菠蘿椰奶專稱）、方媽媽、強嫂（僅在足本版提及） 自由物業投資者 方正之妻，與其奉女成婚 范蘭茜之媳婦，並被其針對，因壓力太大而患上產後抑鬱症，因此對方以因管教極之嚴厲及要求甚高 方以因之母，長期對其作出情感虐待，最後和好 狄允文之前跳舞拍檔兼暗戀對象，曾自殺不遂後被其所救，曾為其情婦 利盛強之好友、舊街坊兼舊情人 莊源之傾慕對象 前現代舞舞蹈員，曾被美國著名舞團選中擔任主要舞者，後發現已懷孕而被逼放棄該機會及放棄跳舞 為人功利主義，不念舊情 在丈夫去世後與女兒移民到英國，於第2集回港 於第5集首次遇上莊源 於第7集控告莊源非禮，更因破壞自己的錄影帶而間接導致其欲跳樓自殺 於第8集為原諒莊源並為其撰寫求情信 參見方家 |
| 黃淑儀                           | 方華綺思 | Easy、Auntie Easy、阿思（狄允文、利盛強專稱）八婆（菠蘿椰奶專稱）、方媽媽、強嫂（僅在足本版提及） 自由物業投資者 方正之妻，與其奉女成婚 范蘭茜之媳婦，並被其針對，因壓力太大而患上產後抑鬱症，因此對方以因管教極之嚴厲及要求甚高 方以因之母，長期對其作出情感虐待，最後和好 狄允文之前跳舞拍檔兼暗戀對象，曾自殺不遂後被其所救，曾為其情婦 利盛強之好友、舊街坊兼舊情人 莊源之傾慕對象 前現代舞舞蹈員，曾被美國著名舞團選中擔任主要舞者，後發現已懷孕而被逼放棄該機會及放棄跳舞 為人功利主義，不念舊情 在丈夫去世後與女兒移民到英國，於第2集回港 於第5集首次遇上莊源 於第7集控告莊源非禮，更因破壞自己的錄影帶而間接導致其欲跳樓自殺 於第8集為原諒莊源並為其撰寫求情信 參見方家 |

#### 同性戀國際編舞家事件（電視版第9-12集；足本版第10-14集）
| 演員           | 角色   | 暱稱／關係 |
| 毛 維 （青年） | 狄允文 | 阿狄、狄Sir、狄Uncle 1958年出生 前現代舞舞蹈員，現為國際編舞家 華綺思之舊朋友兼前跳舞拍檔，曾為其情夫 利盛強之舊街兼及好友 袁振俠之跳舞導師 前香城舞集主要舞者，於22年前到美國發展 因避免他人知道自己與華綺思之關係而刻意隱瞞其性取向及甚少與華綺思見面 曾被外界誤會其與利盛強為同性戀 被菠蘿椰奶仇恨，視其與華綺思為奸夫淫婦 當年阻止華綺思自殺後為維修車輛後未有做好檢查，間接令方正吸入過多一氧化碳意外身亡，因此曾被方以因誤會其與華綺思勾結殺死方正 第9集（足本版第10集）登場，於同集被袁振俠控告其非禮 於第12集在利東佳的辯護下被判無罪 姓名影射柯柏文（《變形金剛3》系列作品的虛構角色） |
| 魯振順         | 狄允文 | 阿狄、狄Sir、狄Uncle 1958年出生 前現代舞舞蹈員，現為國際編舞家 華綺思之舊朋友兼前跳舞拍檔，曾為其情夫 利盛強之舊街兼及好友 袁振俠之跳舞導師 前香城舞集主要舞者，於22年前到美國發展 因避免他人知道自己與華綺思之關係而刻意隱瞞其性取向及甚少與華綺思見面 曾被外界誤會其與利盛強為同性戀 被菠蘿椰奶仇恨，視其與華綺思為奸夫淫婦 當年阻止華綺思自殺後為維修車輛後未有做好檢查，間接令方正吸入過多一氧化碳意外身亡，因此曾被方以因誤會其與華綺思勾結殺死方正 第9集（足本版第10集）登場，於同集被袁振俠控告其非禮 於第12集在利東佳的辯護下被判無罪 姓名影射柯柏文（《變形金剛3》系列作品的虛構角色） |
| 袁鎮業         | 袁振俠 | 舞蹈員 狄允文之學生 唐米尼之好友 患有恐同症 被害妄想症康復者，但仍需服用精神科藥物及覆診 聲稱於排練期間曾多次被狄允文故意輕薄，於第9集（足本版第10集）因感覺到被其用手捏屁股而控告其非禮 於第12集（足本版第14集）經案件重演後証實是因其感觀錯覺影響而導致其誤會狄允文非禮 名字諧音原振俠（倪匡小說人物） |

#### 夢遊症公關經理殺人事件（電視版第15-18集；足本版第17-20集）
| 演員   | 角色   | 暱稱／關係 |
| 李璧琦 | 柳愷倫 | Helen 原名梁小娟，十年前因長期遭虐打而以用刀謀殺親夫（即歐陽歷奇之繼父），被捕後裝可憐及假扮患有夢遊症欺騙歐陽一波令其幫自己脫罪，脫罪後更遺棄兒子歐陽歷奇 為隱瞞其真正身份而改名換姓、虛報年齡及整容，因而表面上約30歲，實際上約50多歲，擅於引誘及利用男人兼騙取他人之同情心 曾為女主播，之後轉型擔任公關經理 與阮學哲及卓差利關係曖昧 曾色誘紀驍勇及阮驊冠但不果 被阮驊冠得知其真正身分，因此被其要脅幫其辦事 在卓差利得知其真正身分後企圖殺害其，但失敗 於第15集（足本版第17集）被控協助卓差利自殺，實為在卓差利放棄自殺後謀殺對方 於第18集（足本版第20集）被控謀殺卓差利罪成而入獄 參見On Call 寬頻有限公司 |

### 其他演員
| 演員       | 角色                                       | 暱稱／關係 |
| 郭子豪     | 唐米尼                                     | Dominic Tong、Dominic、阿Dom、阿Dum（利東佳專用）、阿Tom（菠蘿椰奶專用） 模特兒，目標是成為演員，但其演技強差人意 為人愚鈍、經常誤解事情的真相 基督徒 與菠蘿椰奶在醉酒情況下於拉斯維加斯結婚 袁振俠之朋友，得知其有恐同症 因曾被狄允文摸胸，而被歐陽一波勸其到警署備案，但遭方以因阻止 來港後靠賣男裝內褲維生但生意失敗，而被業主趕走，之後投靠方以因及在其家中暫住 曾接受方以因建議一同前往拉斯維加斯申請婚姻無效，但因菠蘿椰奶的出現而改變主意 於第9集（足本版第11集）登場 於第11集（足本版第13集）誤會利東佳與紀繞勇是一對已分手的同性戀情侶 於第12集（足本版第14集）被卓差理選中簽約成為「On Call 寛頻公司」之新一輯廣告主角及代言人 於第13集向告紀曉勇表示其與利東佳不是情侶，而且其已跟方以因（實為菠蘿椰奶）結婚 於第13集（足本版第15集）在拍攝新一輯廣告被設定與紀曉勇為一對HeHe情侶，深受網民歡迎而爆紅 於第13集成名後由方以因家中搬遷到公司為其準備之居所 於第14集（足本版第15集）目睹方以因與鏡中的菠蘿椰奶交談，誤以為方以因是以史坦尼斯拉夫斯基方法演技 於第14集（足本版第15集）與方以因成功申請婚姻無效 於第15集（足本版第16集）因曾與紀驍勇假扮HeHe情侶一同出席飯局後，對方更因收了紅酒作禮物後而被廉署控告 於第18集（足本版第20集）向邊小豆表示自己愛上紀驍勇 名字影射迪士尼卡通人物米妮老鼠或唐老鸭 |
| 陳嘉輝     | 勞美隆                                     | 勞律師 原為大律師，後因律師樓生意欠佳問題而轉為事務律師 經常與方正律師樓合作 方以因、利東佳之工作拍檔 利東佳曾向其拜師，但因其當時欲轉為做事務律師而拒絕 於第1集登場 負責卓差利被控盜竊、狄允文被控非禮、紀驍勇被控貪污等案件之事務律師 |
| 陳泓達     | 歐陽歷奇                                   | 歷奇 網名勝負師 柳愷倫（梁小娟）之親子，與其失散多年 歐陽一波之養子，於十年前被其收養 愁擘擘之網友，並得其鼓勵自己尋找親生母親 2歲時經常憶起柳愷倫（梁小娟）謀殺其繼父的情況，並經常發惡夢，之後忘記當年的創傷記憶 於第4集登場 於第4集被歐陽一波教唆其偷同學物品後向傳媒聲稱自己只是模仿卓差利作弄他人並不是偷竊，而被學校處罰 於第14集為去由柳愷倫擔任客席主持的新書發佈會而刻意逃學，後被歐陽一波帶走 於第16集被柳愷倫利用消滅對其不利之證據 於第16集被假扮患有多重人格之歐陽一波欺騙及遭其利用欺騙方以因 於第17集被歐陽一波交代已交由親戚照顧 |
| 布偉傑     | Dr. Lee                                    | 催眠治療師 方以因之主診醫生 邊小豆之催眠導師 於十五年前在英國為方以因進行催眠治療，令其另外兩個人格暫時沉睡 於第1集登場 於第7集（足本版第8集）交代其已經因車禍離世 於第12集（足本版第14集）交代其離世後將其生前為病人作催眠治療時錄製之錄影帶全部送給邊小豆 |
| 周志康     | 易有文                                     | 便裝警察 易有章之孿生兄 於第1集登場 處理多宗與方以因及利東佳有關之案件 |
| 周志康     | 易有章                                     | 軍裝警察 易有文之孿生弟 於第3集登場 |
| 馮子森     |                                            | 警員（第1集起） |
| 利穎怡     |                                            | 警員（第1集起） |
| 郭千瑜     |                                            | 女警（第1集起） |
| 陳靖雲     |                                            | 記者（第1集起） |
| 蕭凱欣     |                                            | 記者（第1集起） |
| 司徒暉     |                                            | 記者（第1集起） |
| 黃穎君     |                                            | 記者（第1集起） |
| 黃穎君     | 女主持（足本版第9集；電視版被刪去）        | |
| 施駿喆     | 明 哥                                      | 方以因所居住大廈之保安（第1集起） |
| 關浩揚     | 劉主任                                     | 利東佳之小學老師 冤枉方以因用石頭扔破玻璃窗（電視版第1、18集；足本版第1、20集） |
| 曾慧雲     | 戴瑪妮                                     | 戴議員 港島東區區議員 方以因之客戶 控告莫世權誹謗（第1集） |
| 馮秀華     |                                            | 戴瑪妮之秘書（第1集） |
| 馮秀華     | 秘書（電視版第14集；足本版第2、15、16集）  | |
| 蕭徽勇     | 莫世權                                     | 於多個社交平台上留言誹謗議員戴瑪妮，因此被對方控告 在法庭上謊稱自己患有多重人格企圖脫罪，但被方以因拆穿其謊言（第1集） |
| 吳偉豪     |                                            | 應徵當方以因徒弟的法律系尖子畢業生，但被方以因全數淘汰（第1集） |
| 曹思詩     |                                            | 應徵當方以因徒弟的法律系尖子畢業生，但被方以因全數淘汰（第1集） |
|            | 宣傳部（電視版第14集；足本版第15、16集）   | |
| 焦浩軒     |                                            | 應徵當方以因徒弟的法律系尖子畢業生，但被其全數淘汰（第1集） |
| 招浩明     |                                            | 應徵當方以因徒弟的法律系尖子畢業生，但被其全數淘汰（第1集） |
|            | 利盛強之朋友（電視版第11集；足本版第12集） | |
| 曾琬莎     |                                            | 應徵當方以因徒弟的法律系尖子畢業生，但被其全數淘汰（第1集） |
| 曾琬莎     | 見習律師（足本版第18集）                   | |
| 繆家慶     |                                            | 送貨員（第1集） |
| 范仲恒     |                                            | 送貨員（第1集） |
| 區軒瑋     | 羅 狀                                      | 大律師 莫世權之辯護律師，但在開庭前遭其解雇（第1集） |
| 葉家泓     |                                            | 法庭旁聽迷 / 毒男（第1集） |
| 鄭嘉豪     |                                            | 法庭旁聽迷 / 毒男（第1集） |
| 蘇麗明     |                                            | 法官 處理莫世權誹謗戴瑪莉案件之法官（第1、5、20集） |
| 趙璧渝     |                                            | 書記（電視版第1、10、18集；足本版第1、10、20集） |
| 盧偉文     |                                            | 檢控官 |
| 陳建文     |                                            | 書記（電視版第1、18集；足本版第1、20集） |
| 梁証嘉     |                                            | 節目《窮到燶大作戰》之導演（第1集） |
| 王致狄     |                                            | 節目《窮到燶大作戰》之助導（第1集） |
| 王致狄     | PA（第6集）                                | |
| 王致狄     | 健身客（電視版第13集；足本版第15集）       | |
| 章景恆     |                                            | 五金舖老闆（第3集） |
| 鄭恕峰     | 豆 父                                      | 邊小豆之父 小販出身 （第3集） |
| 李 楓      | 豆 母                                      | 邊小豆之母 （第3集） |
| 李日昇     |                                            | 傑青得獎者之一（第3集） |
| 譚永浩     | 高子安                                     | 十大傑出青年頒獎禮之後台保安員 發現拿走傑出青年獎獎座的卓差利（電視版第3、5集；足本版第4、6集） |
| 董敬文     |                                            | 二世祖 開蓬車司機 在菠蘿椰奶的要脅下接載其與利東佳到機場（第2集） |
| 董敬文     | 歹徒 曾在拉斯維加斯襲擊菠蘿椰奶（第3集）   | |
| 張智軒     |                                            | 裁判官 歐陽一波之徒弟 處理卓差理被控盜竊案件及狄允文被控非禮案之法官（電視版第4、5、10、13、15集；足本版第4、6、10、14、17集） |
| 吳珮如     |                                            | 書記（第4集起） |
| 姚宏遠     |                                            | 書記（第4集起） |
| 潘冠霖     |                                            | 律師（電視版第1、10、18集；足本版第1、9、10、20集） |
| 廖麗麗     |                                            | 舞伴（第1、2集） |
| 沈愛琳     |                                            | 舞伴（第1、2集） |
| 沈愛琳     | 接待員（電視台版第3、4集；足本版第3集）    | |
| 何佩珉     |                                            | 職員（第1、2集） |
| 何佩珉     | 健身客（電視版第13集；足本版第15集）       | |
| 朱樂洺     |                                            | 旅客（第1、2集） |
| 楊嘉欣     |                                            | 旅客（第1、2集） |
| 楊嘉欣     | ICAC（電視版第15集；足本版第16集）         | |
| 王靖怡     |                                            | 空姐（電視版第3、4集；足本版第3集） |
| 何基佑     | 紀曉高                                     | Hugo 工程師及工程公司老闆 父母早逝 紀曉勇之兄，並身兼父職一手帶大紀曉勇（第5集） |
| 李潤庭     |                                            | 艾菲爾CEO（第5集） |
| 吳曠利     |                                            | 事務律師（第5集） |
| 謝可逸     |                                            | 電單車速遞員（電視版第6集；足本版第5、6集） |
| 張漢斌     | 曼三冠                                     | 曼聯足球會球迷 與利盛強不和 在網上發帖公開利盛強一家資料及召集網友搔擾其家人，而被控不誠實使用電腦（電視版第5、6集；足本版第6、7集） |
| 周嘉洛     |                                            | 利物浦足球會球迷（電視版第5、6集；足本版第6集） |
| 吳嘉儀     |                                            | 利物浦足球會球迷（電視版第5、6集；足本版第6集） |
| 吳嘉儀     | 護士（電視版第15、18集；足本版第17、20集） | |
| 關梓陽     |                                            | 球迷（電視版第5、6集；足本版第6集） |
| 李偉文     |                                            | 足球評述員（電視版第5、6集；足本版第6集） |
| 潘文廸     |                                            | 足球評述員（電視版第5、6集；足本版第6集） |
| 曾海昌     | 阿傑                                       | 陳在藻之兄 於第7集（足本版第8集）因方以因令其飼養之小狗遭人道毀滅，一怒之下襲擊方以因及紀驍勇，而被判監半年 於第16集（足本版第18集）出獄，並阻止陳在藻傷害方以因（第7，16集） |
| 方紹聰     |                                            | 神經病漢 於第7集紀曉勇的回憶中出現，因其雙重人格的行為而令紀曉勇對多重人格病患者產生恐懼 |
| 梁 茵      |                                            | 咖啡店店員（電視版第7集；足本版第8集） |
| 梁 茵      | 健身客（電視版第13集；足本版第15集）       | |
| 鍾鈺精     |                                            | 女侍應（第9集） |
| 劉天龍     |                                            | 方以因及邊小豆之英國舊同學（電視版第9集；足本版第10集） |
| 黃文意     |                                            | 方以因及邊小豆之英國舊同學（電視版第9集；足本版第10集） |
| 陳浚霆     |                                            | 方以因及邊小豆之英國舊同學（電視版第9集；足本版第10集） |
| 鄭羽宸     |                                            | 舞蹈員 袁振俠於舞蹈團之同學及朋友 聲稱在排舞期間曾遭狄允文毛手毛腳（電視版第9 - 12集） |
| 黃榮燊     |                                            | 舞蹈員 袁振俠於舞蹈團之同學及朋友 聲稱在排舞期間曾遭狄允文毛手毛腳（電視版第9 - 12集） |
| 崔錦棠     |                                            | 利盛強之好友（電視版第11集；足本版第12集） |
| Joe Junior | Benny Lee                                  | 李官 退休法官 / 司法界名人 范蘭茜之好友 狄允文之朋友（電視版第11集；足本版第13集） |
| 鄧永健     |                                            | 經理（電視版第11集；足本版第12集） |
| 鄧永健     | 宣傳部（電視版第14集；足本版第15、16集）   | |
| 蔡康年     |                                            | 經理（電視版第11集；足本版第12集） |
| 鄧以婷     | Kiko                                       | 市民初戀 演員 利東健之偶像 曾與阮學哲有曖昧關係 於台灣因賣淫被捕（電視版第11集；足本版第13集，因戲份被刪減，只在硬照中出現及在對白被提及） |
| 潘梓鋒     |                                            | 酒吧蒲友（電視版第13集；足本版第14集） |
| 吳香倫     | 商映紅                                     | 作家 「巴不得媽媽…」之作者（電視版第14集；足本版第15集） |
| 楊家寶     |                                            | 接待員（電視版第14集；足本版第15集） |
| 楊家寶     | 保安（電視版第18集；足本版第19集）         | |
| 張雪瑩     |                                            | ICAC（電視版第15集；足本版第16集） |
| 吳綺珊     |                                            | ICAC（電視版第15集；足本版第16集） |
| 李 豪      |                                            | ICAC（電視版第15、17集；足本版第16、18集） |
| 余應彤     |                                            | ICAC（電視版第15、17集；足本版第16、18集） |
| 林宥喬     |                                            | 接待員（電視版第16集；足本版第17集） |
| 江富強     |                                            | 茶餐廳侍應（電視版第16集；足本版第17集） |
| 丘梓謙     | 施家登                                     | 電腦高手 前美國中情局情報員，因泄露國家機密被美國政府通緝 利東伶兒時學習奧數之同學 白保運之情敵 影射史諾登（電視版第16集；足本版第18集） |
| 白 雲      |                                            | 勞美隆事務律師之秘書（第17集；足本版第19集） |
| 伍富橋     |                                            | 酒保（電視版第17集；足本版第19集） |
| 趙樂賢     |                                            | 阮學哲之朋友（第17集；足本版第19集） |
| 李君妍     |                                            | 阮學哲之朋友（第17集；足本版第19集） |
| 莫家淦     | 呂正清                                     | 新聞報導員（電視版第18集；足本版第19集） |
| 朱斐斐     |                                            | 愁擘擘之替身（電視版第18集；足本版第19集） |
| 馬蹄露     |                                            | 勞美隆大律師事務所接待員（足本版第1集；電視版其戲份被刪去） |

## 劇中英文直譯俚語
| 直譯英文                                                            | 中文               | 集數                         |
| Children steal needles, adults steal gold.                          | 小時偷針，大時偷金 | 第4集                        |
| The smelly grass, grow up from the smelly vase                      | 臭罌出臭草         | 第4集                        |
| Be the last one left, worse than losing your family                 | 執輸行頭，慘過敗家 | 第5集                        |
| The pupil learnt and abandoned the master.                          | 教識徒弟無師父     | 第8集                        |
| Put the first thing last and the last thing first.                  | 本末倒置           | 第10集                       |
| While the devil climbs a post, the priest climbs ten.               | 魔高一尺，道高一丈 | 第10集                       |
| High-standard student from a famous master.                         | 名師出高徒         | 第11集                       |
| When you teach the disciple everything, there's no master any more. | 教識徒弟無師父     | 第11集                       |
| Rivers and mountains may change, human nature never                 | 江山易改，本性難移 | 第15集                       |
| Train an army for a thousand days, use it for one morning.          | 養兵千日，用在一時 | 原裝版第16集，首播版則被刪去 |
| How many ten years in life time?                                    | 人生有多少個十年？ | 第17集                       |

## 收視
本劇於香港無綫電視翡翠台及myTV SUPER7日跨平台總收視之紀錄：
| 週次 | 集數   | 日期          | 收視率 | 備註                                              |
| 1    | 1－2   | 2018年2月18日 | 18點   | 星期日總收視18.3點                                |
| 2    | 3－4   | 2018年2月25日 | 19點   | 星期日總收視18.8點                                |
| 3    | 5－6   | 2018年3月4日  | 20點   | 星期日總收視19.9點                                |
| 4    | 7－8   | 2018年3月11日 | 20點   | 星期日總收視19.5點                                |
| 5    | 9－10  | 2018年3月18日 | 19點   | 星期日總收視19.4點                                |
| 6    | 11－12 | 2018年3月25日 | 21點   | 星期日總收視20.9點                                |
| 7    | 13－14 | 2018年4月1日  | 19點   | 星期日總收視18.5點                                |
| 8    | 15－16 | 2018年4月8日  | 20點   | 星期日總收視20.1點                                |
| 9    | 17－18 | 2018年4月15日 | 18點   | 因對撼ViuTV播放香港電影金像獎，星期日總收視17.7點 |
| 全劇 | 全劇   | 全劇          | 19點   | 平均收視19.2點                                    |

## 獎項及提名

### 萬千星輝頒獎典禮2018
| 獎項                    | 單位                | 結果     |
| ----------------------- | ------------------- | -------- |
| 最佳劇集                | 三個女人一個「因」  | 提名     |
| 馬來西亞最喜愛TVB劇集   | 三個女人一個「因」  | 獲獎     |
| 新加坡最喜愛TVB劇集     | 三個女人一個「因」  | 獲獎     |
| 最佳女主角              | 黃智雯              | 最後五強 |
| 馬來西亞最喜愛TVB女主角 | 黃智雯              | 獲獎     |
| 新加坡最喜愛TVB女主角   | 黃智雯              | 獲獎     |
| 最受歡迎電視女角色      | 方以因（黃智雯 飾） | 最後五強 |
| 最受歡迎電視歌曲        | 無雙（楊千嬅主唱）  | 最後五強 |

### 明報周刊演藝動力大獎2018
| 獎項                   | 單位                | 結果     |
| ---------------------- | ------------------- | -------- |
| 最突出電視節目         | 三個女人一個「因」  | 最後五強 |
| 最突出男藝員           | 袁偉豪              | 最後五強 |
| 最突出女藝員           | 黃智雯              | 最後五強 |
| 最突出男角色           | 利東佳（袁偉豪 飾） | 最後五強 |
| 最突出女角色           | 方以因（黃智雯 飾） | 獲獎     |
| 最突出男新人           | 郭子豪              | 提名     |
| 最突出女新人           | 林秀怡              | 最後五強 |
| 最突出女新人           | 孫慧雪              | 提名     |
| 我最支持的演藝動力大獎 | 黃智雯              | 獲獎     |

### 觀眾在民間電視大奬2018
| 獎項               | 單位                                                               | 結果       |
| ------------------ | ------------------------------------------------------------------ | ---------- |
| 民選最佳劇集       | 三個女人一個「因」                                                 | 得票第二名 |
| 民選最佳劇本       | 三個女人一個「因」                                                 | 獲獎       |
| 民選最佳男主角     | 袁偉豪 飾 利東佳                                                   | 得票第三名 |
| 民選最佳女主角     | 黃智雯 飾 方以因                                                   | 獲獎       |
| 民選飛躍進步男藝員 | 郭子豪                                                             | 得票第五名 |
| 民選飛躍進步女藝員 | 林秀怡                                                             | 獲獎       |
| 民選最佳戲劇拍檔   | 黃智雯、袁偉豪 飾 方以因、利東佳                                   | 得票第三名 |
| 民選最佳劇集橋段   | 方以因進入其三房一廳內心世界，嘗試與其他人格對話，找出人格分裂原因 | 得票第三名 |
| 民選最佳劇集橋段   | 方以因於鏡前一take過變換不同人格，人格間互相溝通                   | 得票第四名 |
| 民選最佳劇集橋段   | 方以因於鏡中見到Pina，Pina不同意跟Dom離婚，Evie講述與Dom結婚真相   | 得票第五名 |
| 民選最佳電視歌曲   | 無雙（楊千嬅主唱）                                                 | 獲獎       |

### YAHOO!搜尋人氣大獎2018
| 獎項         | 單位               | 結果     |
| ------------ | ------------------ | -------- |
| 人氣電視劇集 | 三個女人一個「因」 | 提名     |
| 電視男藝人   | 袁偉豪             | 提名     |
| 電視女藝人   | 黃智雯             | 最後五強 |

### 微博之星2018
| 獎項                 | 單位           | 結果     |
| -------------------- | -------------- | -------- |
| 微博人气电视剧女主角 | 黃智雯         | 最後五強 |
| 微博年度热剧角色     | 黃智雯         | 提名     |
| 微博人气电视剧拍档   | 袁偉豪、黃智雯 | 最後五強 |

### 香港電視大獎2018
| 獎項             | 單位                | 結果       |
| ---------------- | ------------------- | ---------- |
| 劇集獎           | 三個女人一個「因」  | 獲獎       |
| 男主角獎（劇集） | 利東佳（袁偉豪 飾） | 得票第二名 |
| 女主角獎（劇集） | 方以因（黃智雯 飾） | 獲獎       |
| 女配角奬（劇集） | 利東伶（林秀怡 飾） | 得票第四名 |
| 劇集及節目歌曲獎 | 無雙（楊千嬅主唱）  | 得票第四名 |

## 軼事
- 此劇是廖麗麗的遺作之一。
- 此劇的主要演員及幕後工作人員大部分都是《拆局專家》原班人馬。[8]。
- 此劇是黄智雯繼《雜警奇兵》後再度於星期日播放的劇集，因此被封為「星期日女王」。[9][10]

## 此劇特殊用語
- On Call寬頻：影射該劇監製前作《On Call 36小時》
- 書展書籍《心理心裏有個謎》和《巴不得媽媽》：影射2005年TVB舊作《心理心裏有個謎》和該劇監製前作《巴不得媽媽...》

## 觀眾迴響
此劇原定於2017年5月29日起逢星期一至日21:30-22:30時段播出，但後來改為播放《蘭花刼》。
礙於播放檔期，無綫電視於翡翠台首播為18集刪減版本，而馬來西亞Astro AOD及新加坡HUB戲劇首選亦於其頻道跟隨香港播放刪減版本。此劇播出後大受觀眾歡迎，不少觀眾希望無綫電視能播放20集足本版。在此劇於三個頻道上播映完畢後，無綫電視於2018年4月21日因應觀眾訴求，破例在「myTV SUPER」上架20集足本版。
另外，此劇在中國大陸的豆瓣網評分亦有上升，在截至大結局播完當日，豆瓣網評分達到8.5的高分。
此劇分別獲得《觀眾在民間電視大奬2018》「民選最佳劇本」獎及《2018香港電視大獎》「劇集獎」；而女主角黃智雯憑「方以因」一角獲得《觀眾在民間電視大奬2018》「民選最佳女主角」獎及《2018香港電視大獎》「女主角獎（劇集）」，成為由觀眾及網民投票選出的「雙料民選視后」。

## 記事
- 2016年4月26日：此劇於12:30在將軍澳電視廣播城一廠外灰位舉行試造型記者會[12]。
- 2016年5月23日：此劇於15:00在將軍澳電視廣播城十五廠舉行開鏡拜神[13]。
- 2018年2月13日：此劇於14:30在馬鞍山西沙路608號馬鞍山廣場二樓中庭舉行「情人眼裡有個『因』」宣傳活動。
- 2018年3月1日：此劇於13:30在觀塘巧明街114號迅達工業大廈10樓B室Cooking Fever舉行「喜歡一個『因』 Pancake送情人」宣傳活動。
- 2018年3月11日：因22:25-22:35播映《補選快遞》，此劇改為20:30-22:25播出。
- 2018年3月16日：此劇於13:00在小西灣富欣道3號漢華中學舉行「跳躍校園 開心有『因』」宣傳活動。
- 2018年3月31日：此劇於15:00在葵芳興芳路223號新都會廣場L3中庭舉行「人格復活鬥歡『因』」宣傳活動。
- 2018年4月11日：此劇於13:00在尖沙咀碼頭近五支旗杆位置舉行「最愛邊個『因』」宣傳活動。
- 2018年4月15日：由於20:30-21:30播映《降魔的捉妖遊戲》，故本劇大結局順延至21:30-23:30播出。
- 2018年4月21日：此劇20集原裝版本於myTV SUPER上架，myTV SUPER基本版及至尊版用戶可足本收看此劇。
- 2020年9月28日：此劇開始於翡翠台中午時段重播，為20集原裝版本，但沒有提供英文字幕。

## 外部連結
- 三個女人一個「因」 新劇解構 - TVBUSA（页面存档备份，存于）

## 電視節目的變遷

### 香港播放

#### 首播
| 香港 無綫電視翡翠台 逢星期日 20:30 - 22:30 · 3月11日 20:30-22:25 · 4月15日 21:30-23:30 | 香港 無綫電視翡翠台 逢星期日 20:30 - 22:30 · 3月11日 20:30-22:25 · 4月15日 21:30-23:30 | 香港 無綫電視翡翠台 逢星期日 20:30 - 22:30 · 3月11日 20:30-22:25 · 4月15日 21:30-23:30 |
| -------------------------------------------------------------------------------------- | -------------------------------------------------------------------------------------- | -------------------------------------------------------------------------------------- |
|                                                                                        | 三個女人一個「因」 （2018-02-18 - 2018-04-15）                                         |                                                                                        |
| 性在有情 （2017-12-10 - 2018-02-11）                                                   | 降魔的番外篇 - 首部曲 （2018-04-22）                                                   |                                                                                        |

#### 重播
| 香港 無綫電視翡翠台 星期一至五 11:45－12:40 · 10月1、2、13、14、26日暫停播映 | 香港 無綫電視翡翠台 星期一至五 11:45－12:40 · 10月1、2、13、14、26日暫停播映 | 香港 無綫電視翡翠台 星期一至五 11:45－12:40 · 10月1、2、13、14、26日暫停播映 |
| ---------------------------------------------------------------------------- | ---------------------------------------------------------------------------- | ---------------------------------------------------------------------------- |
|                                                                              | 三個女人一個「因」 （2020年9月28日－2020年10月29日）                         |                                                                              |
| 情越雙白線 （2020年8月31日－2020年9月25日）                                  | BB來了 （2020年11月2日－2020年11月27日）                                     |                                                                              |

| 香港 無綫電視翡翠台 下午劇集時段 · 星期一至五14:50 -15:50 | 香港 無綫電視翡翠台 下午劇集時段 · 星期一至五14:50 -15:50 | 香港 無綫電視翡翠台 下午劇集時段 · 星期一至五14:50 -15:50 |
| --------------------------------------------------------- | --------------------------------------------------------- | --------------------------------------------------------- |
|                                                           | 三個女人一個「因」 （2025.06.24 - 2025.07.21）            |                                                           |
| Only You 只有您 （2025.05.13 - 2025.06.23）               | 親親我好媽 （2025.07.22 - 2025.08.18）                    |                                                           |

### 香港以外地區播放
- 马来西亚版本有推出普通版DVD，但播放集数的方式为两集剪接变一集（除了第十三集和第十四集是以单集播出）。

| 马来西亚 Astro AOD、Astro AOD HD 星期日 20:30 - 22:30 · 3月11日20:30-22:25 · 4月15日21:30-23:30 | 马来西亚 Astro AOD、Astro AOD HD 星期日 20:30 - 22:30 · 3月11日20:30-22:25 · 4月15日21:30-23:30 | 马来西亚 Astro AOD、Astro AOD HD 星期日 20:30 - 22:30 · 3月11日20:30-22:25 · 4月15日21:30-23:30 |
| ----------------------------------------------------------------------------------------------- | ----------------------------------------------------------------------------------------------- | ----------------------------------------------------------------------------------------------- |
|                                                                                                 | 三個女人一個「因」 （2018-02-18 - 2018-04-15）                                                  |                                                                                                 |
| -                                                                                               | 救妻同學會 （2018-11-25 - 2019-02-10）                                                          |                                                                                                 |

| 新加坡 HUB戏剧首选 星期日 20:30 - 22:30 · 3月11日20:30-22:25 · 4月15日 21:30-23:30 | 新加坡 HUB戏剧首选 星期日 20:30 - 22:30 · 3月11日20:30-22:25 · 4月15日 21:30-23:30 | 新加坡 HUB戏剧首选 星期日 20:30 - 22:30 · 3月11日20:30-22:25 · 4月15日 21:30-23:30 |
| ---------------------------------------------------------------------------------- | ---------------------------------------------------------------------------------- | ---------------------------------------------------------------------------------- |
|                                                                                    | 三個女人一個「因」 （2018-02-18 - 2018-04-15）                                     |                                                                                    |
| 性在有情 （2017-12-10 - 2018-02-11）                                               | 救妻同學會 （2018-11-25 - 2019-02-10）                                             |                                                                                    |

| HUB娛家戲劇台 劇集首映 星期一至四 22:30－00:15 時段 | HUB娛家戲劇台 劇集首映 星期一至四 22:30－00:15 時段 | HUB娛家戲劇台 劇集首映 星期一至四 22:30－00:15 時段 |
| --------------------------------------------------- | --------------------------------------------------- | --------------------------------------------------- |
|                                                     | 三個女人一個「因」 （2018-05-09－2018-05-23）       |                                                     |
| -                                                   | 果欄中的江湖大嫂 （2018-05-24－2018-06-19）         |                                                     |

| Astro華麗台、Astro華麗台HD 星期一至五 20:30－21:30 時段 | Astro華麗台、Astro華麗台HD 星期一至五 20:30－21:30 時段 | Astro華麗台、Astro華麗台HD 星期一至五 20:30－21:30 時段 |
| ------------------------------------------------------- | ------------------------------------------------------- | ------------------------------------------------------- |
|                                                         | 三個女人一個「因」 （2019-05-31－2019-06-27）           |                                                         |
| 平安谷之詭谷傳說 （2019-05-03－2019-05-30）             | 波士早晨 （2019-06-28－2019-07-18）                     |                                                         |

| 靖洋戲劇台 星期一至五 21:00-22:00      | 靖洋戲劇台 星期一至五 21:00-22:00                 | 靖洋戲劇台 星期一至五 21:00-22:00 |
| -------------------------------------- | ------------------------------------------------- | --------------------------------- |
|                                        | 三個女人一個「因」 (2020年12月24日-2021年1月20日) |                                   |
| 特技人 (2020年11月19日-2020年12月23日) | 平安谷之詭谷傳說 (2021年1月21日-2021年2月17日)    |                                   |